# O Moleque Ricardo
O Moleque Ricardo, publicado em 1935, é primeiro romance de José Lins do Rego narrado em 3ª pessoa.
Romance regionalista, O Moleque Ricardo é primeiro romance narrado em terceira pessoa de José Lins do Rego e faz parte das chamadas obras independentes do autor, juntamente com Pureza e Riacho Doce, que apresentam ligação com os dois ciclos: o da cana-de-açúcar e o do cangaço. Temos nesta obra um socialismo social que se afasta de certas coordenadas neonaturalistas dos primeiros romances.
É o romance mais político de José Lins. Nesta obra, a realidade nordestina está retratada no personagem Ricardo, que, de moleque e serviçal de engenho, passa a proletário urbano. É o romance satélite do ciclo da cana-de-açúcar. Sob o ponto de vista cronológico, fica entre Banguê e Usina. É a história de um daqueles moleques de eito, aparecidos em Menino de Engenho, e que se destaca dos companheiros, abandona Santa Rosa e vai para a cidade com a intenção de mudar de vida.
Em O Moleque Ricardo, retira-se o melhor rebento da bagaceira para alçá-lo à condição de proletário, cotejando-se assim o mundo material e espiritual do operário de engenho ao da fábrica. É a narrativa ficcional repetindo a tese da sociologia e das elites nordestinas, segundo a qual a sorte do “alugado” do eito vencia por bem mais do que um focinho a de “assalariado” urbano. Porém, de certo modo, a volta do moleque Ricardo ao engenho, do qual fugira aos 16 anos, registra que o caminho abandonado já era o único possível a ser seguido.
A obra demonstra o temor dos regionalistas com as novas práticas e o estilo de vida trazido pelas espaços modernos. Assim, analisando a obra, podemos perceber como a construção histórica do nordestino também possui suas descaracterizações, presente nas cidades (modelos de decadência dos costumes "tradicionais"), com práticas consideradas desvirilizantes.